# Laxenecera auripes
Laxenecera auripes är en tvåvingeart som beskrevs av Hermann 1919. Laxenecera auripes ingår i släktet Laxenecera och familjen rovflugor. Inga underarter finns listade i Catalogue of Life.